# Venanson
Venanson (okzitanisch Venaçon, früher italienisch Venanzone) ist eine französische Gemeinde im Département Alpes-Maritimes in der Region Provence-Alpes-Côte d’Azur. Sie gehört zum Arrondissement Nizza, zum Kanton Tourrette-Levens und zur Métropole Nice Côte d’Azur. Die Bewohner nennen sich die Venansonnois.

## Geographie
Die Gemeinde liegt in den französischen Seealpen. Sie grenzt im Nordosten an Saint-Martin-Vésubie, im Osten an Roquebillière, im Südosten an Lantosque, im Süden an Utelle, im Südwesten an Clans, im Westen an Marie und im Nordwesten an Valdeblore.

## Bevölkerungsentwicklung
| Jahr      | 1962 | 1968 | 1975 | 1982 | 1990 | 1999 | 2006 | 2016 |
| --------- | ---- | ---- | ---- | ---- | ---- | ---- | ---- | ---- |
| Einwohner | 91   | 103  | 84   | 106  | 95   | 123  | 142  | 157  |

## Sehenswürdigkeiten
Siehe auch: Liste der Monuments historiques in Venanson
Die Kapelle Saint-Sébastien, auch „Sainte Claire“ genannt, ist seit dem 26. Mai 2000 Monument historique. Die schlichte Kapelle wurde 1481 erbaut und erhob sich ursprünglich an einem Felsen; mittlerweile steht sie frei auf dem Dorfplatz. Das vollständig ausgemalte Innere besteht aus nur einem Schiff mit einem Tonnengewölbe und einer flachen Apsis.
Die Wandmalereien wurden von Giovanni Baleison im Gründungsjahr gestaltet. Sie sind alle in Leimfarben in detailreichem Stil und mit harmonischer Farbgebung ausgeführt.  Im Zentrum der Apsiswand wird das Martyrium des heiligen Sebastian geschildert: vier Bogenschützen durchbohren den Heiligen mit ihren Pfeilen. Rechts von dieser Szene entblößt der heilige Rochus seine eigene Wunde am Oberschenkel, links steht der heilige Erzbischof Gratus. Darüber befindet sich eine Kreuzigungsgruppe.
Die Vita des heiligen Sebastian wird im Deckengewölbe auf zwölf Tafeln in vier Reihen dargestellt:
- obere nördliche Reihe: Sebastian wird Christ und ermahnt ein bedrängtes Christenpaar, ihrem Glauben nicht abzuschwören.
- untere nördliche Reihe: Sebastian lehrt den wahren Glauben und rechtfertigt sich vor Diokletian.
- Wand der Apsis: das Martyrium mit den Pfeilen
- obere südliche Reihe: Sebastian bringt Diokletian die gebündelten Pfeile und zeigt so, dass er überlebt hat. Er wird niedergeschlagen, ein Engel trägt seine Seele hinweg, der Leichnam wird in die Kloake geworfen.
- untere südliche Reihe: Christen ziehen Sebastian aus der Kloake und bestatten ihn. Auf Anrufung des Heiligen endet eine Pestepidemie. Der Heilige wird seither gegen Pest angerufen, deshalb sind viele Kapellen der Seealpen dem heiligen Sebastian geweiht.
- ganz im Westen das Fresko Das gute und das schlechte Gebet: Links unter dem Kreuz kniet demütig ein Mönch, dessen Andacht den fünf Wunden Christi gilt, während die Gedanken des rechts unter dem Kreuz knienden Edelmannes nur auf weltliche Dinge und Reichtümer gerichtet sind.
- unter den Arkaden beider Seitenwände jeweils sechs Schutzheilige, unter ihnen die hl. Klara. In der darunterliegenden Reihe sind die Hauptlaster und die ihnen entgegengesetzten Tugenden dargestellt. Auf der Nordwand ist nur noch der den Jähzorn symbolisierende Tiger und der die Trägheit symbolisierende Esel erkennbar. Die Tugenden der Südwand zeigen Demut, Keuschheit, Mildtätigkeit, Geduld, Mäßigung, Wohlwollen und Fleiß.

Zu den Sehenswürdigkeiten gehören ferner die Kapelle des hl. Michael aus dem 17. Jahrhundert, wie auch die Chapelle des Pénitents blancs und die Chapelle Saint-Roch, die etwa einen Kilometer westlich vom Dorf liegt.

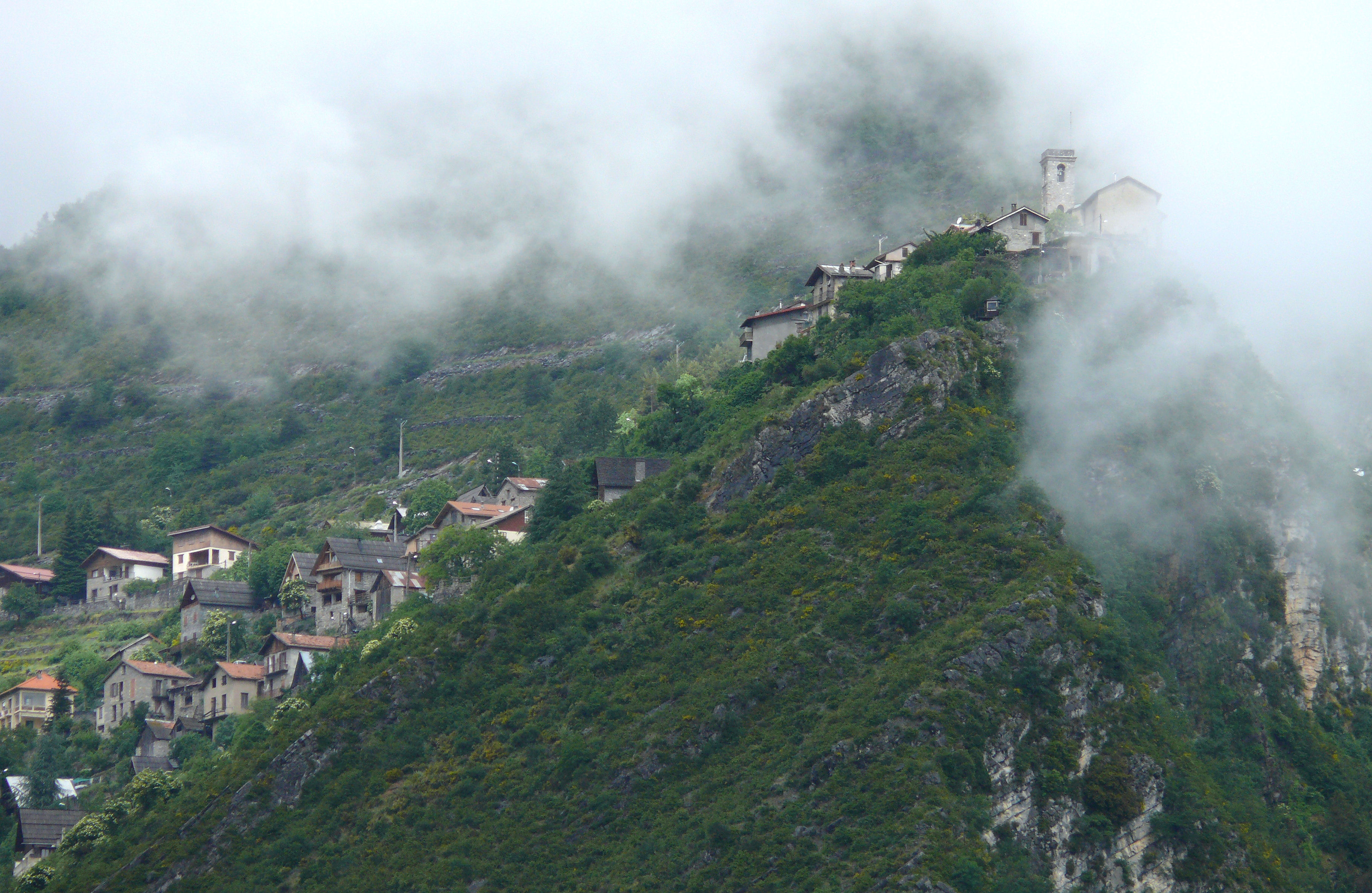
Ortspanorama
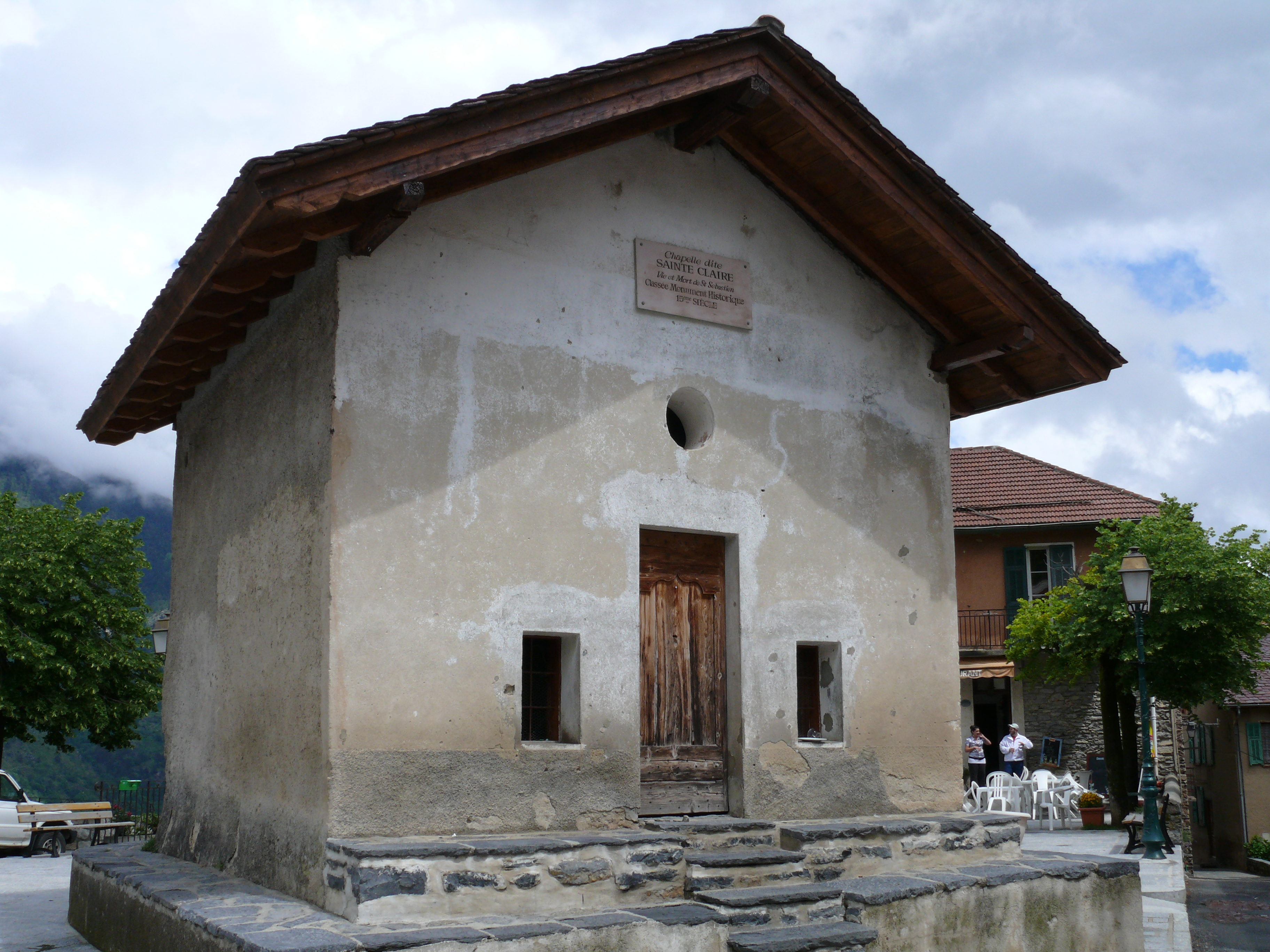
Kapelle Saint-Sébastien
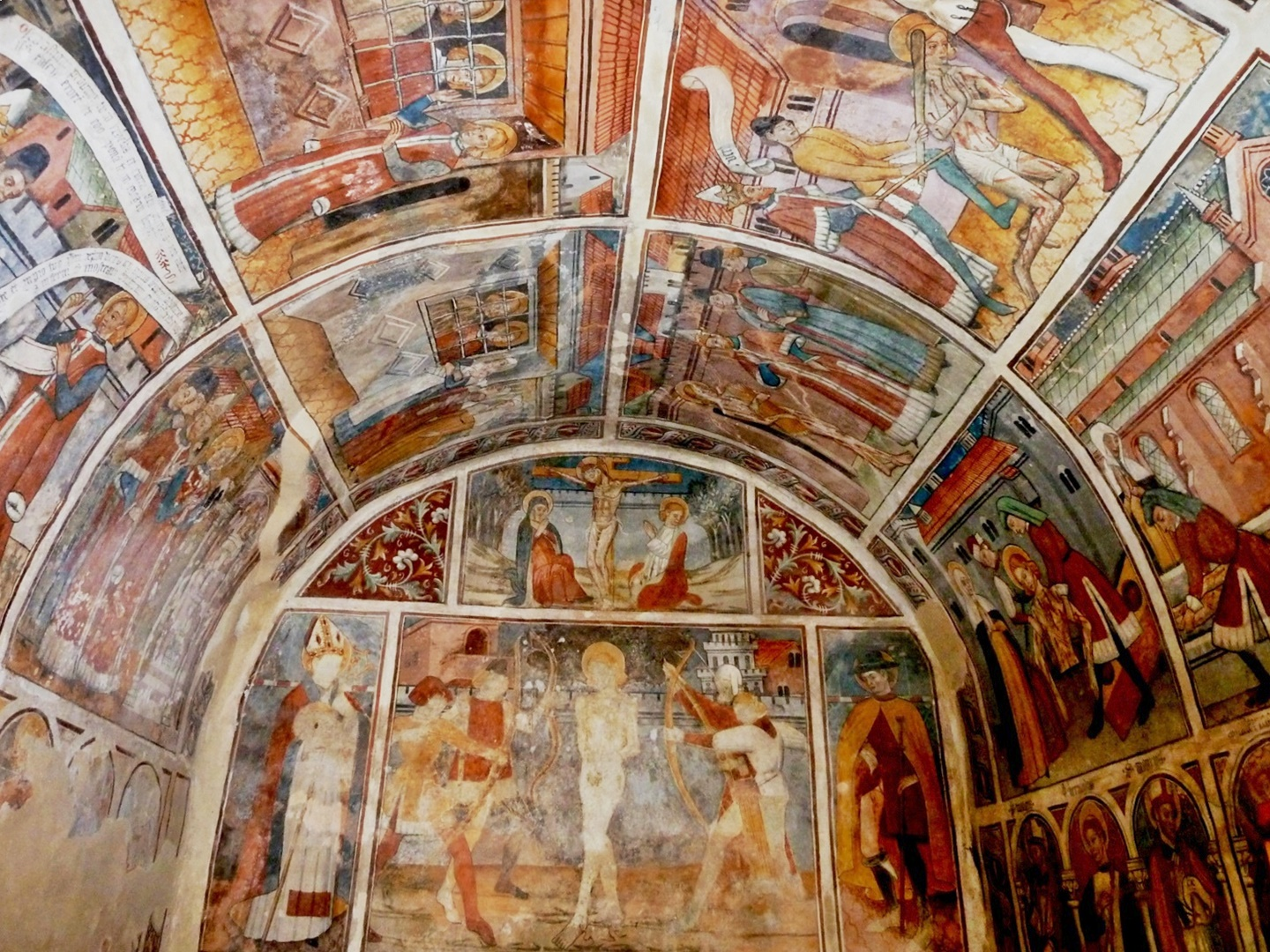
Fresken im Inneren
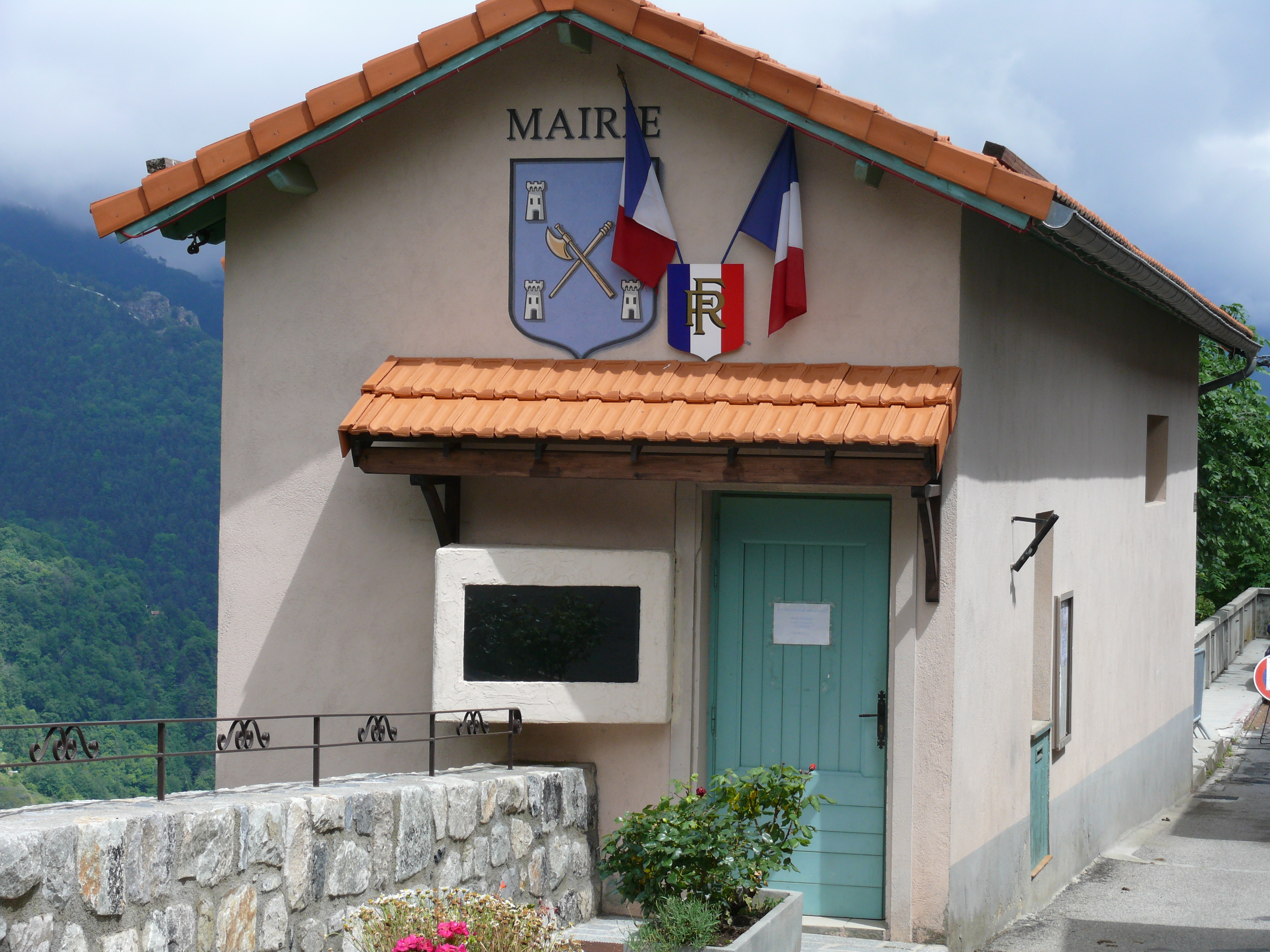
Rathaus (Mairie)